# U-19-Unihockey-Weltmeisterschaft 2024
Die 11. Floorball-Weltmeisterschaft der U19-Juniorinnen fand vom 8. bis 12. Mai 2024 in Lahti in Finnland statt. Es ist nach 2004 die zweite Austragung in Finnland und die erste in Lahti. Die Veranstaltung wird von der International Floorball Federation ausgetragen. Die schwedischen Juniorinnen gingen als Titelverteidigerinnen ins Turnier und gewannen den Titel erneut.

## Veranstaltungsort
Bei der Vergabe blieb nur Finnland als Veranstalter über, da Italien und Australien sich aufgrund von finanziellen Folgen der Corona-Pandemie zurückzogen. Daher nominierte das IFF Central Board im Februar 2021 den finnischen Floorballverband als Organisator. Zuvor hatte dieser 2004 die allererste U19-Juniorinnen-Weltmeisterschaft ausgerichtet sowie 2009 der U19-Junioren und fünf Weltmeisterschaften der Herren und Damen.
Die Spiele werden im Lahti Sports & Fair Centre stattfinden.
| \| Lahti \| |
| Lahti       |

| Lahti |

## Qualifikation
17 Teams registrierten sich für die Teilnahme an der Weltmeisterschaft. Darunter sind 13 Teams aus Europa, drei aus Asien und Ozeanien und eins aus Nordamerika.
Alle vier nicht-europäischen Nationen und die besten neun europäischen der letzten Weltmeisterschaft waren direkt qualifiziert. Die vier restlichen europäischen Mannschaften mussten um die verbliebenen drei Startplätze spielen. Diese wurden vom 25. bis 27. August 2023 in Besançon, Frankreich ausgetragen.
| Platz | Land       | Sp | S | U | N | +  | -  | Pkt |
| ----- | ---------- | -- | - | - | - | -- | -- | --- |
| 1.    | Dänemark   | 3  | 3 | 0 | 0 | 47 | 4  | 6   |
| 2.    | Italien    | 3  | 2 | 0 | 1 | 24 | 22 | 4   |
| 3.    | Ungarn     | 3  | 1 | 0 | 2 | 14 | 32 | 2   |
| 4.    | Frankreich | 3  | 0 | 0 | 3 | 4  | 31 | 0   |

| Partien    | Partien | Partien    | Partien |
| ---------- | ------- | ---------- | ------- |
| Ungarn     | –       | Dänemark   | 02:19   |
| Italien    | –       | Frankreich | 11:20   |
| Italien    | –       | Ungarn     | 11:70   |
| Frankreich | –       | Dänemark   | 00:15   |
| Dänemark   | –       | Italien    | 13:20   |
| Frankreich | –       | Ungarn     | 2:5     |

Die Startplätze für die Endrunde wurden somit wie folgt vergeben:
| 12 aus Europa          | Schweden    | Tschechien | Finnland | Schweiz  |
| inklusive Gastgeber    | Slowakei    | Polen      | Norwegen | Lettland |
|                        | Deutschland | Dänemark   | Italien  | Ungarn   |
| 3 aus Asien & Ozeanien | Neuseeland  | Australien | Singapur |          |
| 1 aus Amerika          | Kanada      |            |          |          |

## Modus
Wie bereits zur letzten Weltmeisterschaft wird in vier Gruppen à vier Teams gespielt werden. In Gruppe A und B spielen hierbei die acht in der IFF-Weltrangliste am besten platzierten Teilnehmer, in den Gruppen C und D die restlichen Teams. Nach folgendem Schema sind die Spiele konzipiert:
|  | Für das Halbfinale qualifiziert               |
|  | Für das Spiel um Platz 5 qualifiziert         |
|  | Für die Spiele um Platz 7 bis 10 qualifiziert |
|  | Für das Spiel um Platz 11 qualifiziert        |
|  | Für das Spiel um Platz 13 qualifiziert        |
|  | Für das Spiel um Platz 15 qualifiziert        |

| Gruppe A      | Gruppe B      | Gruppe C        | Gruppe D        |
| ------------- | ------------- | --------------- | --------------- |
| Platz 1–4     | Platz 1–4     | Platz 9 und 10  | Platz 9 und 10  |
| Platz 1–4     | Platz 1–4     | Platz 11 und 12 | Platz 11 und 12 |
| Platz 5 und 6 | Platz 5 und 6 | Platz 13 und 14 | Platz 13 und 14 |
| Platz 7 und 8 | Platz 7 und 8 | Platz 15 und 16 | Platz 15 und 16 |

Die beiden Erstplatzierten der Gruppen A und B qualifizierten sich nach der Gruppenphase für das Halbfinale, die Drittplatzierten spielten gegeneinander den 5. Platz aus. Die Viertplatzierten spielten gegen die beiden Gruppensieger der Gruppen C und D um die Plätze 7 bis 10. Die Zweitplatzierten der Gruppen C und D spielen um Platz 11, die jeweiligen Dritten um Platz 13 und die letzten beiden um den 15.

## Auslosung
Die Auslosung der Mannschaften in die Gruppen erfolgte am 2. September 2023 in Vantaa, Finnland.
Die Teams wurden gemäß ihrer Platzierung in der Weltrangliste in vier Töpfe aufgeteilt: (In Klammern die aktuelle Position)
| Topf 1         | Topf 2       | Topf 3          | Topf 4          |
| -------------- | ------------ | --------------- | --------------- |
| Schweden (1)   | Slowakei (5) | Deutschland (9) | Italien (13)    |
| Tschechien (2) | Polen (6)    | Ungarn (10)     | Australien (15) |
| Finnland (3)   | Norwegen (7) | Dänemark (11)   | Kanada (16)     |
| Schweiz (4)    | Lettland (8) | Neuseeland (12) | Singapur (20)   |

Gruppen
Die Mannschaften wurden nacheinander aus den Töpfen gezogen. Die Mannschaften aus Topf 3 und 4 wurden alternierend auf Gruppe C und D verteilt, die Mannschaften der Töpfe 1 und 2 auf Gruppe A und B. Die Auslosung ergab folgende Gruppen:
| Gruppe A   | Gruppe B | Gruppe C    | Gruppe D |
| ---------- | -------- | ----------- | -------- |
| Tschechien | Schweden | Deutschland | Ungarn   |
| Schweiz    | Finnland | Neuseeland  | Dänemark |
| Slowakei   | Polen    | Australien  | Italien  |
| Lettland   | Norwegen | Singapur    | Kanada   |

## Gruppenspiele

### Gruppe A
| Platz | Land       | Sp | S | U | N | +  | -  | Pkt |
| ----- | ---------- | -- | - | - | - | -- | -- | --- |
| 1     | Tschechien | 3  | 3 | 0 | 0 | 36 | 4  | 6   |
| 2     | Schweiz    | 3  | 2 | 0 | 1 | 14 | 7  | 4   |
| 3     | Slowakei   | 3  | 1 | 0 | 2 | 11 | 24 | 2   |
| 4     | Lettland   | 3  | 0 | 0 | 3 | 6  | 32 | 0   |

| 8. Mai 2024 12:30 Uhr |  | Lettland | 1:8 (0:4, 1:4, 0:1) Spielbericht | Schweiz | Lahti Sports & Fair Centre, Lahti Zuschauer: 182 |

| 8. Mai 2024 15:00 |  | Slowakei | 1:16 (1:4, 0:5, 0:7) Spielbericht | Tschechien | Lahti Sports & Fair Centre, Lahti Zuschauer: 137 |

| 9. Mai 2024 09:00 Uhr |  | Slowakei | 8:3 (2:2, 1:1, 5:0) Spielbericht | Lettland | Lahti Sports & Fair Centre, Lahti Zuschauer: 119 |

| 9. Mai 2024 12:00 Uhr |  | Tschechien | 4:1 (0:1, 1:0, 3:0) Spielbericht | Schweiz | Lahti Sports & Fair Centre, Lahti Zuschauer: 860 |

| 10. Mai 2024 09:00 Uhr |  | Schweiz | 5:2 (2:0, 2:1, 1:1) Spielbericht | Slowakei | Lahti Sports & Fair Centre, Lahti Zuschauer: 188 |

| 10. Mai 2024 18:30 Uhr |  | Tschechien | 16:2 (7:2, 4:0, 5:0) Spielbericht | Lettland | Lahti Sports & Fair Centre, Lahti Zuschauer: 134 |

### Gruppe B
| Platz | Land     | Sp | S | U | N | +  | -  | Pkt |
| ----- | -------- | -- | - | - | - | -- | -- | --- |
| 1     | Schweden | 3  | 3 | 0 | 0 | 34 | 6  | 6   |
| 2     | Finnland | 3  | 2 | 0 | 1 | 14 | 11 | 4   |
| 3     | Polen    | 3  | 1 | 0 | 2 | 10 | 22 | 2   |
| 4     | Norwegen | 3  | 1 | 0 | 2 | 6  | 25 | 0   |

| 8. Mai 2024 09:30 Uhr |  | Norwegen | 1:16 (0:7, 1:5, 0:4) Spielbericht | Schweden | Lahti Sports & Fair Centre, Lahti Zuschauer: 322 |

| 8. Mai 2024 18:00 Uhr |  | Polen | 2:8 (2:5, 0:0, 0:3) Spielbericht | Finnland | Lahti Sports & Fair Centre, Lahti Zuschauer: 701 |

| 9. Mai 2024 15:00 Uhr |  | Schweden | 9:3 (4:1, 3:0, 2:2) Spielbericht | Finnland | Lahti Sports & Fair Centre, Lahti Zuschauer: 1407 |

| 9. Mai 2024 18:00 Uhr |  | Norwegen | 5:6 (0:4, 0:0, 5:2) Spielbericht | Polen | Lahti Sports & Fair Centre, Lahti Zuschauer: 104 |

| 10. Mai 2024 15:30 |  | Schweden | 9:2 (1:0, 2:0, 6:2) Spielbericht | Polen | Lahti Sports & Fair Centre, Lahti Zuschauer: 372 |

| 10. Mai 2024 18:00 |  | Finnland | 3:0 (0:1, 1:1, 4:0) Spielbericht | Norwegen | Lahti Sports & Fair Centre, Lahti Zuschauer: 1132 |

### Gruppe C
| Platz | Land        | Sp | S | U | N | +  | -  | Pkt |
| ----- | ----------- | -- | - | - | - | -- | -- | --- |
| 1     | Deutschland | 3  | 3 | 0 | 0 | 24 | 3  | 6   |
| 2     | Singapur    | 3  | 2 | 0 | 1 | 13 | 16 | 4   |
| 2     | Neuseeland  | 3  | 1 | 0 | 2 | 14 | 11 | 2   |
| 4     | Australien  | 3  | 0 | 0 | 3 | 8  | 29 | 0   |

| 08. Mai 2024 09:00 Uhr |  | Australien | 1:12 Spielbericht | Deutschland | Lahti Sports & Fair Centre, Lahti |

|  |  |  |  |  | Lahti Sports & Fair Centre, Lahti |

|  |  |  |  |  | Lahti Sports & Fair Centre, Lahti |

|  |  |  |  |  | Lahti Sports & Fair Centre, Lahti |

|  |  |  |  |  | Lahti Sports & Fair Centre, Lahti |

|  |  |  |  |  | Lahti Sports & Fair Centre, Lahti |

### Gruppe D
| Platz | Land     | Sp | S | U | N | +  | -  | Pkt |
| ----- | -------- | -- | - | - | - | -- | -- | --- |
| 1     | Dänemark | 3  | 3 | 0 | 0 | 35 | 8  | 6   |
| 2     | Italien  | 3  | 1 | 1 | 1 | 19 | 15 | 3   |
| 3     | Ungarn   | 3  | 1 | 1 | 1 | 13 | 16 | 3   |
| 4     | Kanada   | 3  | 0 | 0 | 3 | 6  | 34 | 0   |

|  |  |  |  |  | Lahti Sports & Fair Centre, Lahti |

|  |  |  |  |  | Lahti Sports & Fair Centre, Lahti |

|  |  |  |  |  | Lahti Sports & Fair Centre, Lahti |

|  |  |  |  |  | Lahti Sports & Fair Centre, Lahti |

|  |  |  |  |  | Lahti Sports & Fair Centre, Lahti |

|  |  |  |  |  | Lahti Sports & Fair Centre, Lahti |

## Abschlussplatzierungen
| RF | Team        |
| -- | ----------- |
| 1  | Schweden    |
| 2  | Finnland    |
| 3  | Tschechien  |
| 4  | Schweiz     |
| 5  | Slowakei    |
| 6  | Polen       |
| 7  | Dänemark    |
| 8  | Norwegen    |
| 9  | Lettland    |
| 10 | Deutschland |
| 11 | Singapur    |
| 12 | Italien     |
| 13 | Neuseeland  |
| 14 | Ungarn      |
| 15 | Australien  |
| 16 | Kanada      |